# الا فیتزجرالد
الا فیتزجرالد (به انگلیسی: Ella Fitzgerald) ‏(زاده ۲۵ آوریل ۱۹۱۷ – درگذشته ۱۵ ژوئن ۱۹۹۶) خواننده آمریکایی جَز معروف به «بانو الا» یا «بانوی اول آواز» بود.
او در عمر پربار خود سیزده بار جایزه گرمی را دریافت کرد. بسیاری از بزرگان جَز مثل لویی آرمسترانگ و دوک الینگتون و کاونت بیسی و نت کینگ کول و فرانک سیناترا و دیزی گیلیسپی و بنی گودمن با او برنامه اجرا کرده‌اند.
"یک رودخانه برایم گریه کن" و "فصل تابستان" از جمله تک آهنگ‌هایی هستند که اجرای وی از آن‌ها شهرت و محبوبیت یافته است.

## زندگی
او در سال ۱۹۱۷ (میلادی) در ایالت ویرجینیا (آمریکا) به دنیا آمد و در نیویورک بزرگ شد.
والدین وی در هنگام تولدش از هم جدا شدند و در سن چهارده سالگی یتیم شد و مادرش در ۳۸ سالگی در یک تصادف جان خود را از دست داد.
وی از سال ۱۹۳۴ شروع به خوانندگی کرد.
فیتزجرالد در اواخر عمر به دلیل مرض دیابت کور شد و در سال ۱۹۹۳ پزشکان پاهایش را قطع کردند. سرانجام در ۷۸ سالگی در سال ۱۹۹۶ درگذشت.